# Pierre-Michel Alix
Pour les articles homonymes, voir Alix.
Pierre-Michel Alix, né en 1762 à Paris, où il est mort le 28 décembre 1817, est un graveur français, élève de Jacques-Philippe Le Bas. Il est surtout connu pour ses portraits de figures de la Révolution française et du Premier Empire.

## Œuvres
Un des spécialistes de l'estampe en couleur, il est l’auteur de nombreuses illustrations de la vie parisienne et de la mode de son temps, mais aussi de caricatures. Il a réalisé des estampes de Voltaire, Helvétius, Buffon et Jean-Jacques Rousseau (1791).
Il est également l’auteur de représentations de figures de la Révolution française. Ainsi, en 1789, il réalise dix-huit estampes de membres de l’Assemblée nationale constituante, notamment Mirabeau, l'Abbé Grégoire, Charles et Alexandre de Lameth ou Antoine Barnave, publiées par Levacher de Charnois. Il a aussi portraituré Jean-Paul Marat, Pierre Louis Manuel, Marie Joseph Chalier, le général Custine, le général Dumouriez, Antoine Lavoisier ou Charlotte Corday. Mais on connaît surtout ses portraits des enfants-héros Joseph Bara et Joseph Agricol Viala, que la propagande révolutionnaire a largement contribué à diffuser.
Sous le Directoire  et le Consulat, il se tourne plutôt vers les sujets historiques et inspirés de l'Antiquité classique. Il réalise également des estampes représentant Benjamin Franklin (1795), le général Hoche, le général Augereau (1797), le général Bonaparte à l'armée d'Italie (1798), le général Kléber à la tête de l'armée de Sambre-et-Meuse (1798), le général Berthier au pont de Lodi le 10 mai 1796 (1798), le général Bernadotte, Antoine-François Fourcroy (1802), le Premier Consul (1803) et les deux autres consuls (Bonaparte, Cambacérès et Lebrun).
En 1815, lors de la Seconde Restauration, il réalise une estampe de Louis XVIII d'après un dessin de Pasquier, et un Retour du roi le 8 juillet 1815 d'après Aaron Martinet.
Plusieurs de ses œuvres sont conservées au cabinet des estampes de la Bibliothèque nationale de France et au musée Carnavalet.